# Молодіжна збірна Островів Кука з футболу
Молодіжна збірна Островів Кука з футболу — національна молодіжна футбольна збірна Островів Кука, що складається у залежності від турніру із гравців віком до 19 або до 20 років. Вважається основним джерелом кадрів для підсилення складу основної збірної Островів Кука. Керівництво командою здійснює Футбольна асоціація Островів Кука.
Команда має право участі у Молодіжному чемпіонаті ОФК, у випадку успішного виступу на якому може кваліфікуватися на молодіжний чемпіонат світу до 20 років. Також може брати участь у товариських і регіональних змаганнях.

## Молодіжний чемпіонат ОФК
| Молодіжний чемпіонат ОФК | Молодіжний чемпіонат ОФК | Молодіжний чемпіонат ОФК | Молодіжний чемпіонат ОФК | Молодіжний чемпіонат ОФК | Молодіжний чемпіонат ОФК | Молодіжний чемпіонат ОФК | Молодіжний чемпіонат ОФК | Молодіжний чемпіонат ОФК | Молодіжний чемпіонат ОФК |
| Рік                      | Раунд                    | І                        | В                        | Н                        | П                        | Г+                       | Г-                       | РГ                       | О                        |
| ------------------------ | ------------------------ | ------------------------ | ------------------------ | ------------------------ | ------------------------ | ------------------------ | ------------------------ | ------------------------ | ------------------------ |
| 1974                     | не кваліфікувалася       |                          |                          |                          |                          |                          |                          |                          |                          |
| 1978                     | не кваліфікувалася       |                          |                          |                          |                          |                          |                          |                          |                          |
| 1980                     | не кваліфікувалася       |                          |                          |                          |                          |                          |                          |                          |                          |
| 1982                     | не кваліфікувалася       |                          |                          |                          |                          |                          |                          |                          |                          |
| 1985                     | не кваліфікувалася       |                          |                          |                          |                          |                          |                          |                          |                          |
| 1986                     | не кваліфікувалася       |                          |                          |                          |                          |                          |                          |                          |                          |
| 1988                     | не кваліфікувалася       |                          |                          |                          |                          |                          |                          |                          |                          |
| 1990                     | не кваліфікувалася       |                          |                          |                          |                          |                          |                          |                          |                          |
| 1992                     | не кваліфікувалася       |                          |                          |                          |                          |                          |                          |                          |                          |
| 1994                     | не кваліфікувалася       |                          |                          |                          |                          |                          |                          |                          |                          |
| 1997                     | не кваліфікувалася       |                          |                          |                          |                          |                          |                          |                          |                          |
| 1998                     | не кваліфікувалася       |                          |                          |                          |                          |                          |                          |                          |                          |
| & 2001                   | груповий етап            | 5                        | 1                        | 1                        | 3                        | 3                        | 21                       | -18                      | 4                        |
| & 2002                   | не кваліфікувалася       |                          |                          |                          |                          |                          |                          |                          |                          |
| 2005                     | не кваліфікувалася       |                          |                          |                          |                          |                          |                          |                          |                          |
| 2007                     | не кваліфікувалася       |                          |                          |                          |                          |                          |                          |                          |                          |
| 2008                     | не кваліфікувалася       |                          |                          |                          |                          |                          |                          |                          |                          |
| 2011                     | не кваліфікувалася       |                          |                          |                          |                          |                          |                          |                          |                          |
| 2013                     | не кваліфікувалася       |                          |                          |                          |                          |                          |                          |                          |                          |
| 2014                     | не кваліфікувалася       |                          |                          |                          |                          |                          |                          |                          |                          |
| & 2016                   | груповий етап            | 6                        | 2                        | 1                        | 3                        | 8                        | 10                       | -2                       | 7                        |
| & 2018                   | попередній раунд         | 3                        | 1                        | 0                        | 2                        | 2                        | 5                        | -3                       | 3                        |
| Усього                   |                          | 14                       | 4                        | 2                        | 8                        | 13                       | 36                       | -23                      | 14                       |